# Vermeer (achternaam)

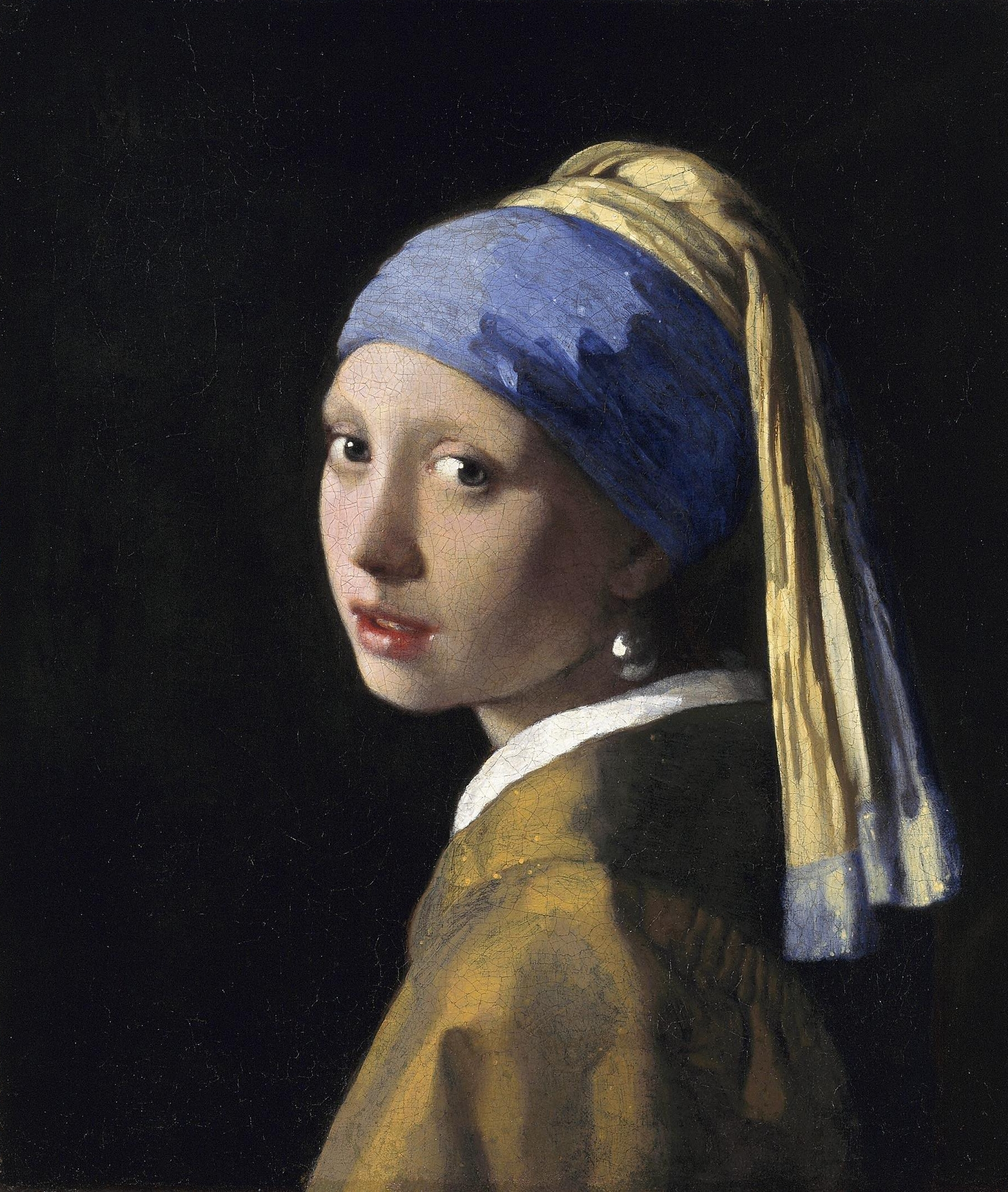
'Meisje met de parel', een schilderij van de hand van Johannes Vermeer.

Vermeer is een van oorsprong Nederlandse achternaam, die ontstaan is door bij de adresnaam Van der Meer de voorzetsels 'van' en 'der' samen te trekken tot 'ver'. In 2007 waren er in Nederland 7.154 naamdragers, waarvan de grootste concentratie naamdragers in Haaren. Daar had namelijk 1,07% van de inwoners deze achternaam. In België komt de naam beduidend minder voor, namelijk 286 keer. De grootste concentratie ligt daar in Mol, met 0,14%.
De achternaam Rhemrev is een anagram van de naam Vermehr. De naam komt voort uit het koloniale verleden van Nederland, waar een Nederlander, in dit geval met de achternaam Vermehr, een buitenechtelijke relatie aanging met een inlandse vrouw.

## Naamdragers

### Nederlands
- Anne Vermeer (1916-2018), politicus en leraar
- Arie Vermeer (1922-2013), voetballer
- Evert Vermeer (Tweede Kamerlid) (1910-1960), politicus (broer van Anne)
- Evert Vermeer (burgemeester) (1943), politicus (oud-burgemeester van Heerhugowaard)
- Herman Vermeer (1957), politicus en landbouwer
- Jan Vermeer van Haarlem (I) (1628-1691), schilder
- Jan Vermeer van Haarlem (II) (1656-1705), schilder
- Johannes Vermeer (1632-1675), kunstschilder
- Kenneth Vermeer (1986), voetbalkeeper
- Marcel Vermeer (1969), radiopresentator
- Natasja Vermeer (1973), actrice en model
- Nienke Vermeer (1989), Nederlandse waterpolospeelster
- Pieter Losecaat Vermeer (1888-1956), rechtsgeleerde
- Vinnie Vermeer (1995), voetballer

### Overig
- Suzanne Vermeer, schrijverspseudoniem